# آدرلان سانتوس
آدرلان سانتوس (انگلیسی: Aderllan Santos؛ زادهٔ ۹ آوریل ۱۹۸۹) بازیکن فوتبال اهل برزیل است.
از باشگاه‌هایی که در آن بازی کرده‌است می‌توان به باشگاه ورزشی براگا و باشگاه فوتبال والنسیا اشاره کرد.